# Carole Péon
Carole Péon (Niça, 4 de novembre de 1978) és una esportista francesa que va competir en triatló, guanyadora d'una medalla de plata en el Campionat Europeu de Triatló de 2010.

## Palmarès internacional
| Campionat Europeu | Campionat Europeu  | Campionat Europeu | Campionat Europeu |
| Any               | Lloc               | Medalla           | Prova             |
| ----------------- | ------------------ | ----------------- | ----------------- |
| 2010              | Athlone ( Irlanda) | 2                 | Individual        |